# 贝罗卡莱霍
贝罗卡莱霍，是西班牙埃斯特雷马杜拉卡塞雷斯省的一个市镇。总面积14平方公里，总人口114人（2001年），人口密度8人/平方公里。